# Spinifex
Spinifex je rod trsnatých rostlin z čeledi lipnicovitých.
Jedná se o jedny z nejčastějších rostlin, které rostou především v pouštních, polopouštních či suchých oblastech v písečných dunách podél pobřeží Afriky, Středního východu, Asie, Austrálie, Nového Zélandu a Nové Kaledonie, přičemž areál rozšíření některých druhů se rozkládá na severu a západě při pobřeží Asie, Indie a Japonska. Protože tyto traviny pomáhají stabilizovat písek, jsou důležitou součástí celého ekosystému písečných dun. Jediný druh, vyskytující se na Novém Zélandu – Spinifex sericeus – se vyskytuje i v Austrálii.
Druhy
1. Spinifex × alterniflorus Nees – Západní Austrálie
2. Spinifex hirsutus Labill. – všech 6 států Austrálie
3. Spinifex littoreus (Burm.f.) Merr. – Ashmore Reef v Západní Austrálii; Nová Guinea, Indonésie, Malajsie, Filipíny, Indočína, Indický subkontinent, Čína (Fu-ťien, Kuang-tung, Kuang-si, Chaj-nan), Tchaj-wan, Japonsko, včetně souostroví Rjúkjú
4. Spinifex longifolius R.Br. – Thajsko, Indonésie, Nová Guinea, Queensland, Severní teritorium, Západní Austrálie, Jižní Austrálie
5. Spinifex sericeus R.Br. – všechny státy Austrálie a ostrov Norfolk, Nový Zéland, Nová Kaledonie, Tonga

původně byl zahrnován i druh Spinifex paradoxus, později přeřazený do rodu Zygochloa (Zygochloa paradoxa).